# Chaume-et-Courchamp
 Chaume-et-Courchamp  là một xã ở tỉnh Côte-d’Or trong vùng Bourgogne-Franche-Comté, phía đông nước Pháp. Khu vực này có độ cao trung bình 296 mét trên mực nước biển.